# اهارلی (جورجیا)
اهارلی، جورجیا (به انگلیسی: Euharlee, Georgia) یک شهر در ایالات متحده آمریکا با جمعیت ۴٬۱۳۶ نفر است که در جورجیا واقع شده‌است.

## موقعیت جغرافیایی
موقعیت جغرافیایی شهرها و مناطق اطراف به شرح زیر است: